# Krakauer Tor (Kleinpolen)

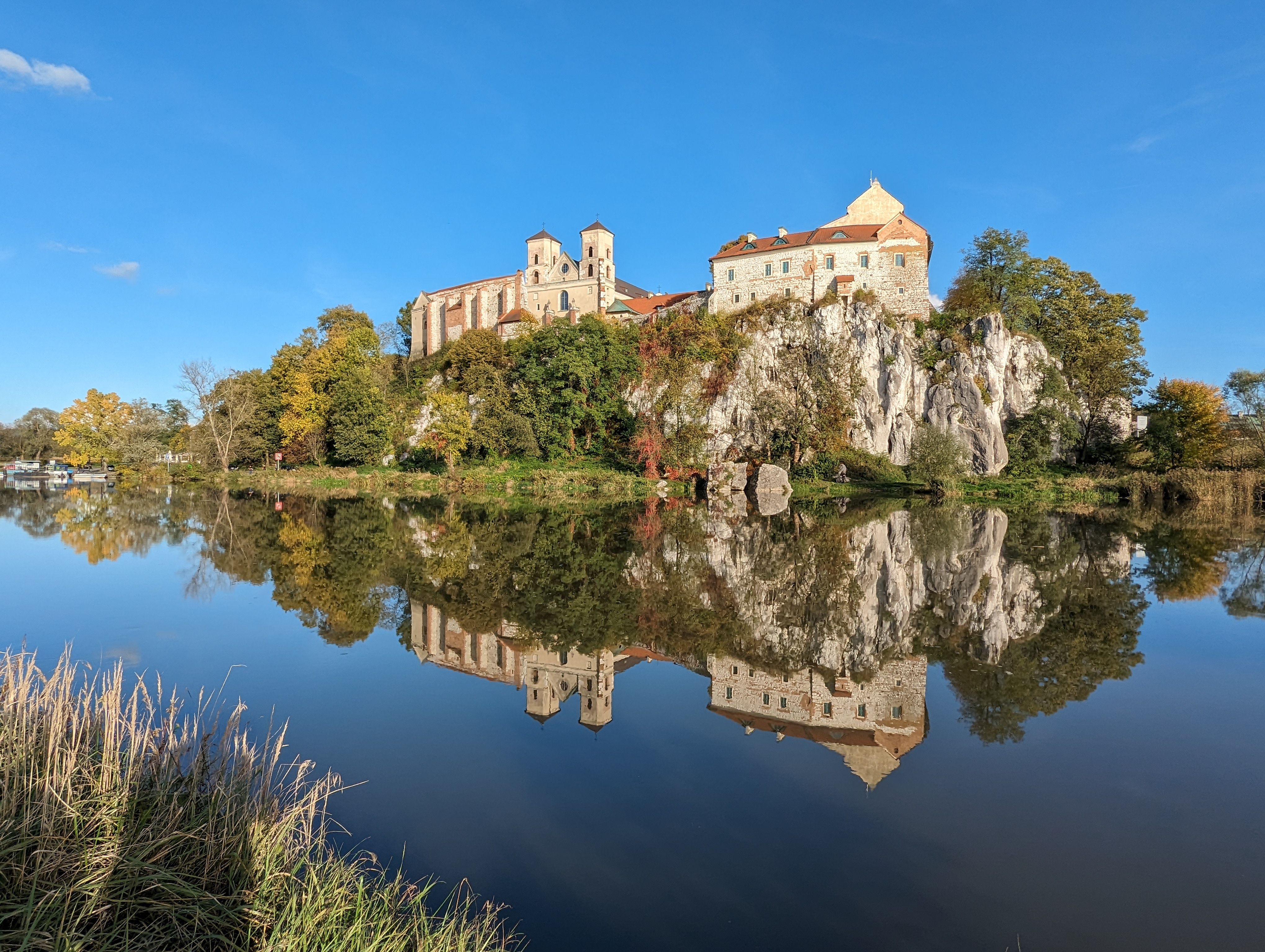
Die Weichsel im Krakauer Tor am Westrand von Krakau und die Abtei Tyniec

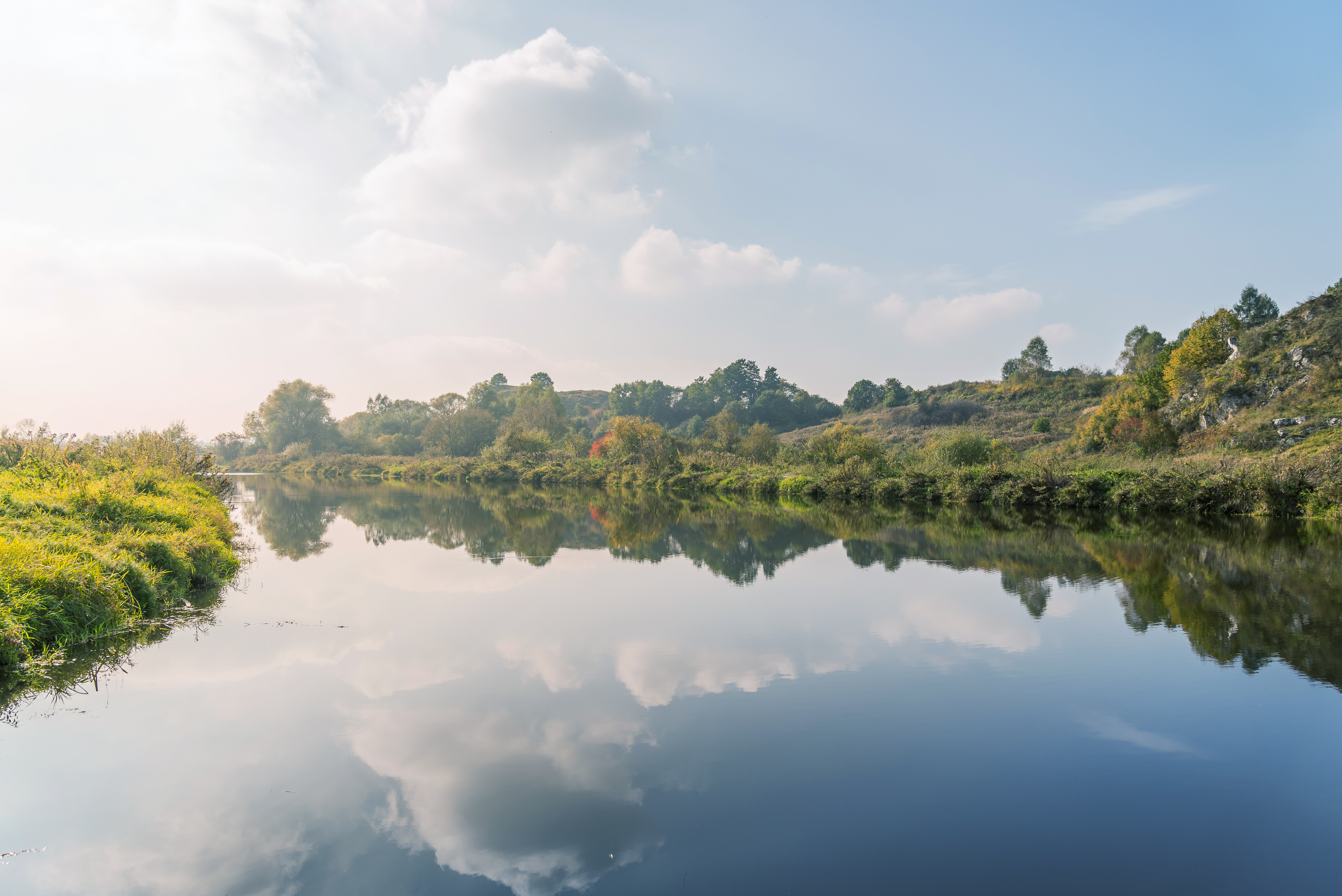
Weichselmeander im Krakauer Tor

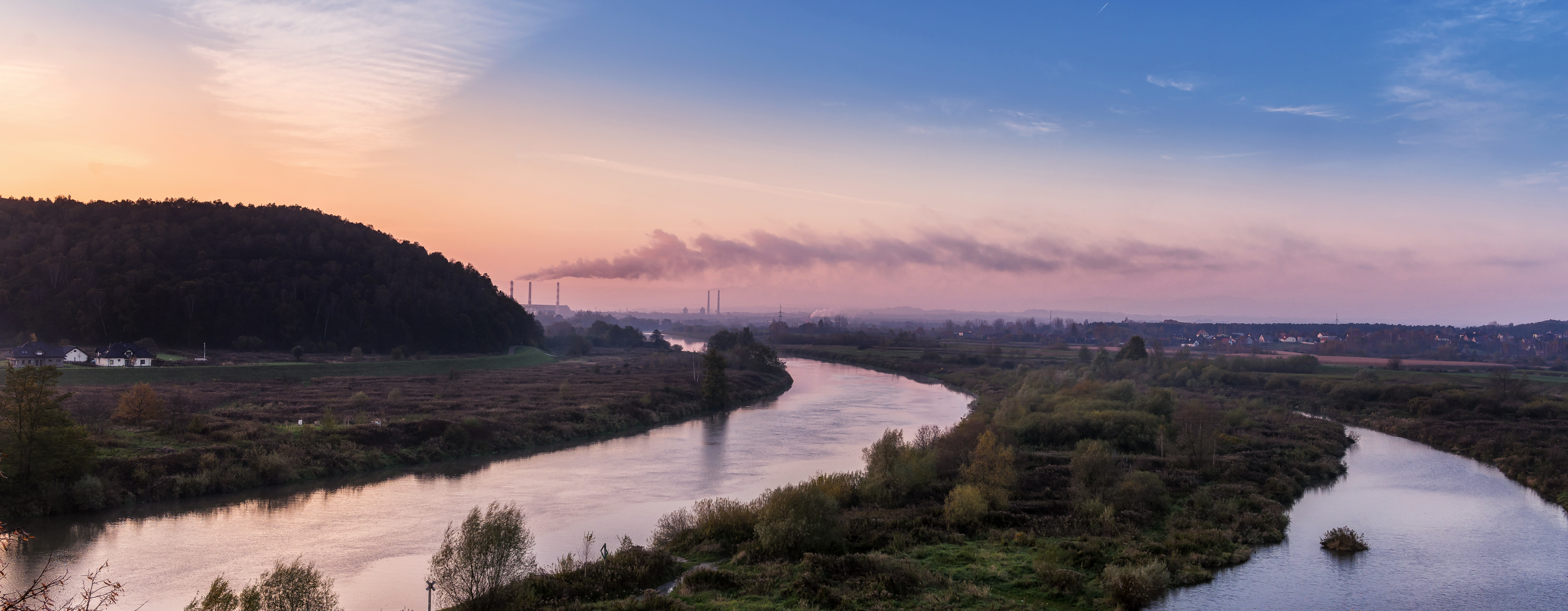
Industriegebiet von Krakau

Das Krakauer Tor (polnisch Brama Krakowska) in Polen ist ein in West-Ost-Richtung langgezogenes Tal in Kleinpolen im Nördlichen Karpatenvorland. Es ist ca. 40 km lang sowie bis zu 6 km breit und bedeckt eine Fläche von 275 km². Es bildet den zentralen Teil des Oberen Weichseltals.

## Geografie
Das Krakauer Tor wird in West-Ost-Richtung von der Weichsel durchflossen. Es verbindet das Auschwitzer Becken im Westen und das Sandomirer Becken im Osten. Nördlich schließt sich der Krakau-Tschenstochauer Jura, konkret dessen südlichen Ausläufer – Tenczyn-Rücken, und südlich das Pogórze Wielickie an. 
Das Krakauer Tor ist dicht besiedelt. Am östlichen Rand des Tals liegt das Stadtzentrum von Krakau. Die fruchtbare Region ist ansonsten landwirtschaftlich geprägt.
Es lässt sich in drei Unterregionen einteilen:
- Skawina-Graben
- Cholerzyn-Senke
- Krakauer Landbrücke

Im Osten des Tors, bereits teilweise auf dem Gebiet der Stadt Krakau, befindet sich der Landschaftsschutzpark Bielany-Tyniec mit mehreren Naturreservaten.
Die Weichsel wurde im Krakauer Tor zur Wasserstraße Obere Weichsel (poln. Droga Wodna Górnej Wisły) ausgebaut, die das oberschlesische Industriegebiet mit Krakau verbindet. Da die Weichsel im Krakauer Tor stark meandert, wurden südlich des Hauptstroms zahlreiche Kanäle und Staumauern/Wasserkraftwerke für die Schifffahrt errichtet.